# Villa d'Hauterive
La villa d'Hauterive est une voie du 19e arrondissement de Paris, en France.

## Situation et accès
La villa d'Hauterive est une voie située dans le 19e arrondissement de Paris. Elle débute au 27, rue du Général-Brunet et se termine au 30-34, rue Miguel-Hidalgo.
Elle fait partie du quartier de la Mouzaïa.
Elle est desservie par la ligne de métro 7 bis à la station Danube.

## Origine du nom
La rue tire son nom de celui d'un ancien propriétaire local.

## Historique
Cette voie est créée sous sa dénomination actuelle en 1889 et est ouverte à la circulation publique par un arrêté municipal du 13 août 1998.